# Chicago-Marathon 2007
| 30. Chicago-Marathon    | 30. Chicago-Marathon             |
| ----------------------- | -------------------------------- |
| Stadt                   | Chicago, Vereinigte Staaten      |
| Datum                   | 7. Oktober 2007                  |
| Distanz                 | 42,195 Kilometer                 |
| Sieger                  |                                  |
| Männer                  | Patrick Mutuku Ivuti (2:11:11 h) |
| Frauen                  | Berhane Adere (2:33:49 h)        |
| ← Chicago-Marathon 2006 | Chicago-Marathon 2008 →          |
| Website                 | Offizielle Website               |

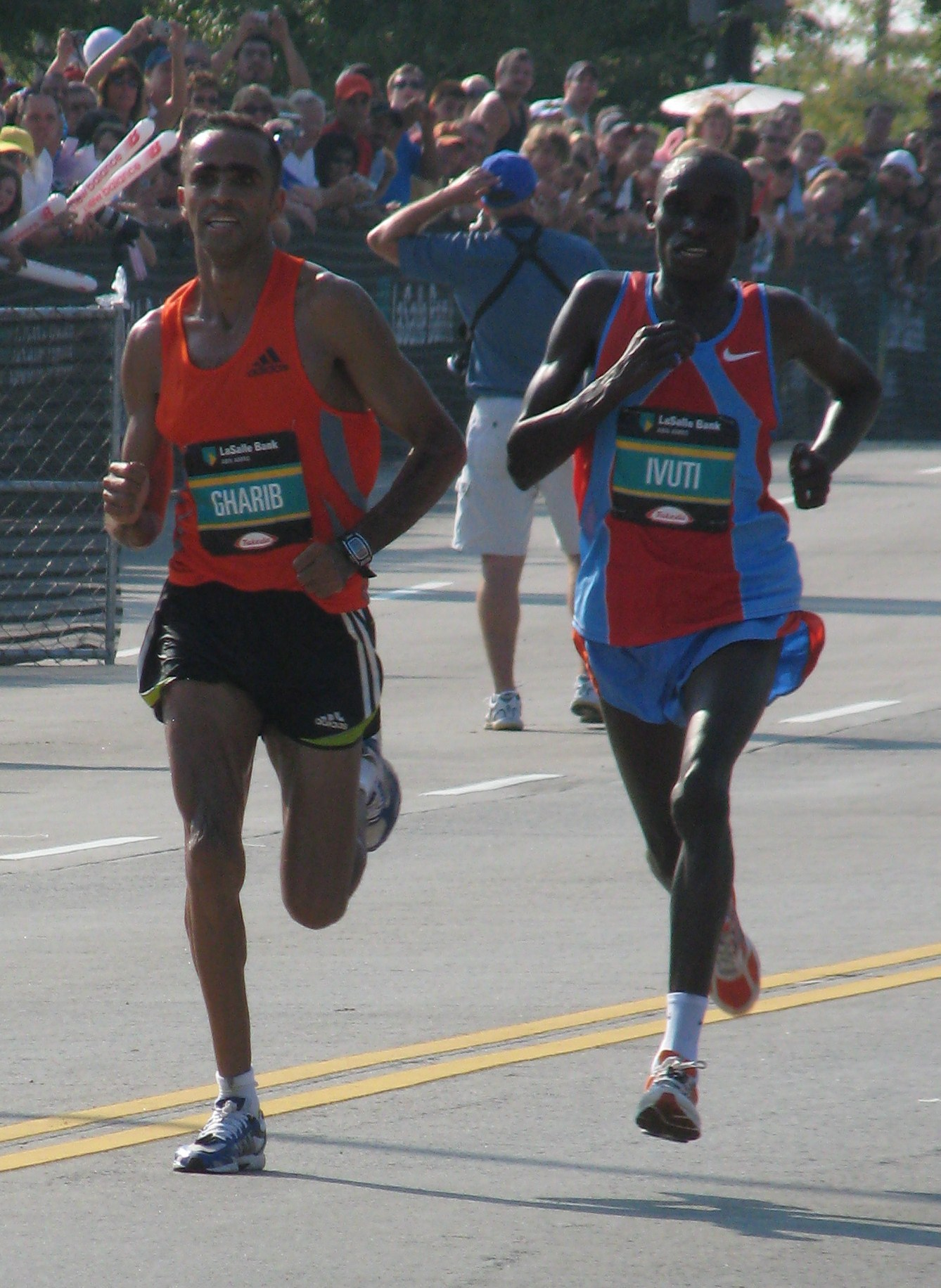
Patrick Mutuku Ivuti und Jaouad Gharib 2007 beim Chicago-Marathon

Der Chicago-Marathon 2007 war die 30. Ausgabe der jährlich stattfindenden Laufveranstaltung in Chicago, Vereinigte Staaten. Der Marathon fand am 7. Oktober 2007 statt und war der fünfte World Marathon Majors des Jahres.
Bei den Männern gewann Patrick Mutuku Ivuti in 2:11:11 h und bei den Frauen Berhane Adere in 2:33:49 h.

## Ergebnisse

### Männer
| Platz | Athlet                    | Land               | Zeit (h) |
| ----- | ------------------------- | ------------------ | -------- |
| 01    | Patrick Mutuku Ivuti      | Kenia              | 2:11:11  |
| 02    | Jaouad Gharib             | Marokko            | 2:11:11  |
| 03    | Daniel Njenga             | Kenia              | 2:12:45  |
| 04    | Robert Kipkoech Cheruiyot | Kenia              | 2:16:13  |
| 05    | Benjamin Maiyo            | Kenia              | 2:16:59  |
| 06    | Christopher Cheboiboch    | Kenia              | 2:17:17  |
| 07    | Bong-Ju Lee               | Südkorea           | 2:17:29  |
| 08    | Michael Cox               | Vereinigte Staaten | 2:21:42  |
| 09    | Jason Flogel              | Vereinigte Staaten | 2:26:34  |
| 10    | Eric Blake                | Vereinigte Staaten | 2:26:55  |

### Frauen
| Platz | Athletin          | Land                   | Zeit (h) |
| ----- | ----------------- | ---------------------- | -------- |
| 01    | Berhane Adere     | Äthiopien              | 2:33:49  |
| 02    | Adriana Pirtea    | Rumänien               | 2:33:52  |
| 03    | Kate O’Neill      | Vereinigte Staaten     | 2:36:15  |
| 04    | Liz Yelling       | Vereinigtes Königreich | 2:37:14  |
| 05    | Benita Johnson    | Vereinigte Staaten     | 2:38:30  |
| 06    | Nuța Olaru        | Rumänien               | 2:39:04  |
| 07    | Paige Higgins     | Vereinigte Staaten     | 2:40:14  |
| 08    | Yolanda Fernandez | Kolumbien              | 2:45:23  |
| 09    | Tera Moody        | Vereinigte Staaten     | 2:46:40  |
| 10    | Kathy Butler      | Vereinigtes Königreich | 2:48:21  |